# Miodet
Le Miodet est un ruisseau français qui coule dans le département du Puy-de-Dôme, en région Auvergne-Rhône-Alpes, en ancienne région Auvergne. Il prend sa source dans les monts du Livradois et se jette dans la Dore en rive gauche. C'est donc un sous-affluent de la Loire par l'Allier.
La totalité du bassin versant du Miodet se trouve dans le parc naturel régional du Livradois-Forez.

## Géographie
Le Miodet prend sa source à 1 000 mètres d’altitude, sur la commune de Saint-Éloy-la-Glacière,  près du Bois de Mauchet (1 095 mètres). La quasi-totalité de son parcours se situe sur des terrains boisés. Dans un premier temps il prend la direction nord-sud, puis, au niveau du sommet du Grun du Bois (896 mètres) il oblique au nord-ouest. À la hauteur de Saint-Dier-d'Auvergne il reçoit l’apport du ruisseau des Martinanches et bifurque au Nord-est.  Il s’oriente à nouveau vers le nord peu avant son embouchure sur la rive gauche de la Dore

### Communes et cantons traversés
Dans le seul département du Puy-de-Dôme, le Miodet traverse ou longe les huit communes suivantes, d'amont en aval, de  Saint-Éloy-la-Glacière (source), Auzelles, Brousse, Saint-Jean-des-Ollières, Estandeuil, Saint-Dier-d'Auvergne, Domaize, Saint-Flour (confluence).
Soit en termes de cantons, le Miodet prend source dans le canton des Monts du Livradois, traverse le canton de Billom, conflue dans le canton de Thiers, le tout dans les arrondissements d'Ambert, de Clermont-Ferrand, et de Thiers.

### Bassin versant
Le Miodet traverse les trois zones hydrographiques K290, K291, K292 pour une superficie totale de 102 km2. Ce bassin versant est constitué à 52,12 % de « territoires agricoles », à 47,88 % de « territoires agricoles », à 0,27 % de « territoires agricoles ». 

## Affluents
Le Miodet a sept affluents référencés dont :
- Le ruisseau nommé le Merluche
- Le ruisseau du Pichet
- Le ruisseau  de la Rivet
- Le ruisseau  du Croizat
- Le ruisseau des Martinanche
- Le ruisseau  des Ribes
- Le ruisseau  des Palles

## Aménagements et écologie
Sur le Miodet est implanté le barrage de Sauviat ou barrage de Miodet, barrage poids pour l'hydroélectricté, construit en 1903.